# Camilo Castelo Branco
Camilo Ferreira Botelho Castelo Branco (Lisboa, 16 de març de 1825 — São Miguel de Seide, 1 de juny de 1890) va ser un escriptor, traductor, novel·lista, cronista, crític, dramaturg, historiador i poeta portuguès.
Va tenir una vida agitada que li va servir moltes vegades d'inspiració per a les seves novel·les. Va ser el primer escriptor de llengua portuguesa a viure exclusivament dels seus escrits literaris. Malgrat haver d'escriure per a un públic, subjectant-se així als dictàmens de la moda, va aconseguir tenir una escriptura molt original.

## Obres
- Anátema (1851)
- Mistérios de Lisboa (1854)
- A filha do arcediago (1854)
- Livro negro de padre Dinis (1855)
- A neta do arcediago (1856)
- Onde está a felicidade? (1856)
- Um homem de Brios (1856)
- O sarcófago de Inês (1856)
- Lágrimas abençoadas (1857)
- Cenas da Foz (1857)
- Carlota Ângela (1858)
- Vingança (1858)
- O que fazem mulheres (1858)

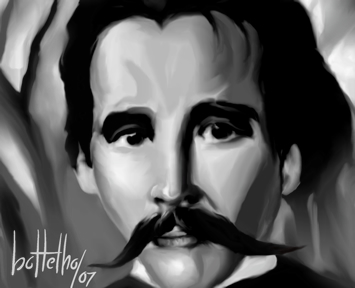
Camilo retratat por Bottelho

- O morgado de Fafe em Lisboa (teatre, 1861)
- Doze casamentos felizes (1861)
- O romance de um homem rico (1861)
- As três irmãs (1862)
- Amor de perdição (1862)
- Memórias do cârcere (1862)
- Coisas espantosas (1862)
- Coração, cabeça e estômago (1862)
- Estrelas funestas (1862)
- Cenas contemporâneas (1862)
- Anos de prosa (1863)
- Aventuras de Basílio Fernandes Enxertado (1863)
- O bem e o mal (1863)
- Estrelas propícias (1863)
- Memórias de Guilherme do Amaral (1863)
- Agulha em palheiro (1863)
- Amor de salvação (1864)
- A filha do doutor Negro (1864)
- Vinte horas de liteira (1864)
- O esqueleto (1865)
- A sereia (1865)
- A enjeitada (1866)
- O judeu (1866)
- O olho de vidro (1866)
- A queda dum anjo (1866)
- O santo da montanha (1866)
- A bruxa do monte Córdova (1867)
- A doida do Candal (1867)
- Os mistérios de Fafe (1868)
- O retrato de Ricardina (1868)
- Os brilhantes do brasileiro (1869)
- A mulher fatal (1870)
- Livro de consolação (1872)
- A infanta capelista (1872)
- O carrasco de Victor Hugo José Alves (1872)
- O regicida (1874) Plantilla:Ebook
- A filha do regicida (1875)
- A caveira da mártir (1876)
- Novelas do Minho (1875-1877)
- Eusébio Macário (1879)
- A Corja (1880)
- A senhora Rattazzi (1880)
- A brasileira de Prazins (1882)
- O assassino de Macario
- D. Antonio Alves Martins: bispo de Vizeu
- Folhas caídas
- O general Carlos Ribeiro
- Luiz de Camões
- Sá de Miranda
- Salve, rei!
- Suicida
- O vinho do Porto
- Voltareis ó Cristo?
- Theatro cômico: A morgadinha de Val d'Amores; Entre a flauta e a viola
- A espada de Alexandre
- O condemnado: drama / Como os anjos se vingam: drama